# Queenstown (Singapore)
Queenstown (Chinees: 女皇镇, Tamil: குவீன்ஸ்டவுன்) is een wijk of Planning Area in het westen van de Central Region aan de kust van de stadstaat Singapore.
De wijk kreeg haar naam in 1952 naar aanleiding van de troonsbestijging van  koningin Elizabeth II. De centrale laan die de wijk dwarst werd Queensway.
In Queenstown liggen de woonzone Ghim Moh, Holland Drive met Holland Village, Commonwealth, Tanglin Halt, Margaret Drive, Mei Chin, Queensway, Portsdown, Buona Vista, Singapore Polytechnic, Dover, National University, Kent Ridge en het gebied aan de kust Pasir Panjang waar de stranden en uitgaanswijken deels plaats hebben moeten maken voor twee van de grote containerterminals van de haven van Singapore, Pasir Panjang I en Pasir Panjang II.